# Håvard Nielsen
 (février 2013).
Håvard Kallevik Nielsen, né le 15 juillet 1993 à Oslo en Norvège, est un footballeur norvégien qui joue dans le club du Hanovre 96 .

## Biographie
Nielsen joue au poste d'attaquant. Il dispute son premier match de Tippeligaen le 5 octobre 2009 avec l'équipe de Vålerenga face au Viking Stavanger. Il est à l'époque le plus jeune joueur de l'équipe de Vålerenga (il a seulement 16 ans).
Lors de l'hiver 2011, Nielsen devient titulaire au sein de l'équipe première de Vålerenga. Il marque son premier but face au Viking Stavanger le 19 mars 2012 au Viking Stadion et permet à son équipe de l'emporter 2-0. Il marque son deuxième but à domicile face à Tromsø le 10 juillet.
En juillet 2012, il signe en même temps que son compatriote Valon Berisha au club autrichien du Red Bull Salzbourg, pour un montant de 25 millions de couronnes (environ 3,5 millions d'euros).
Nielsen est sélectionné dans toutes les catégories de jeunes avec l'équipe de Norvège. Il reçoit sa première sélection en équipe de Norvège le 14 novembre 2012 face à la Hongrie, où il inscrit le premier but norvégien (la Norvège l'emportera 2-0).

## Palmarès
- Championnat d'Autriche : 2016

- SpVgg Greuther Fürth
  - 2. Bundesliga
    - Vice-Champion en 2021